# Kapesník

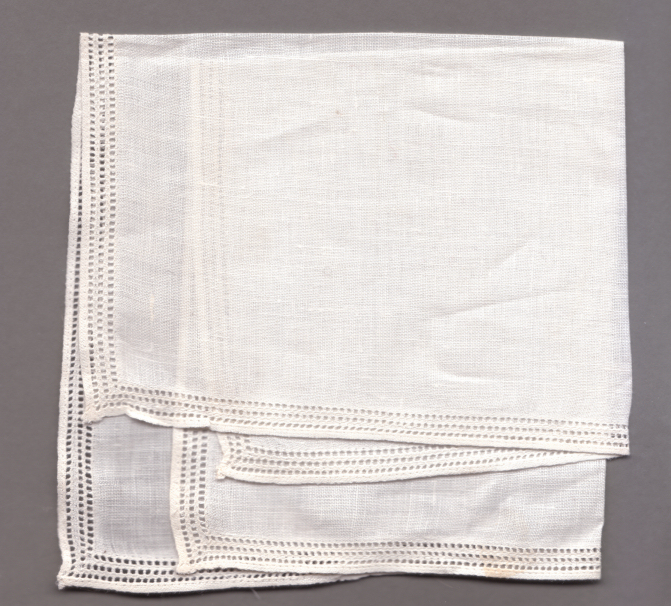
Látkový kapesník

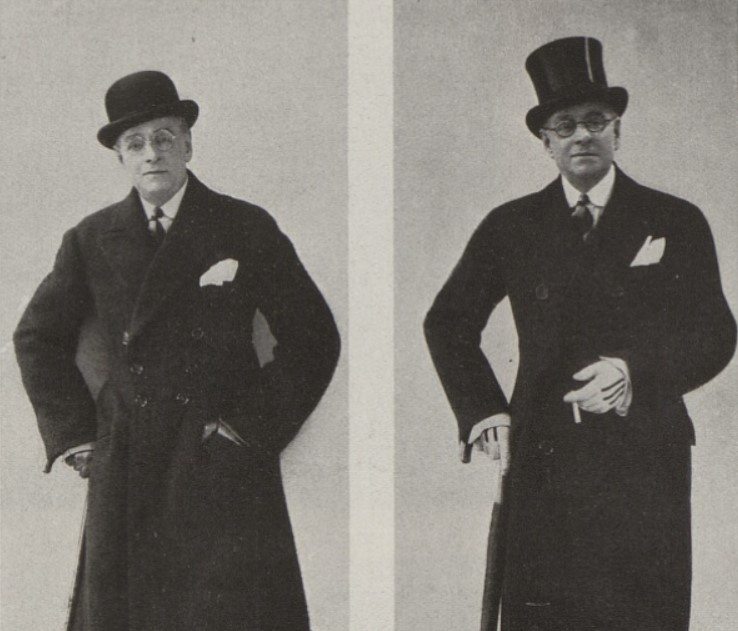
Ozdobný kapesník v kapse pánského kabátu (1928)

Kapesník je výrobek z látky nebo papíru, který se primárně používá k čištění nosních sekretů. Kapesníky se vyrábějí jako pratelné látkové nebo jako papírové kapesníky, které se po použití vyhodí. Ne každá kultura používá ke smrkání kapesník a v Evropě to až do moderní doby nebylo běžné.
Zvláštní formou je kapesník, který muži nosí při slavnostních příležitostech ve vnější náprsní kapse saka (dříve někdy i v kapse kabátu); je pouze ozdobný a nemá praktickou funkci.

## Historie

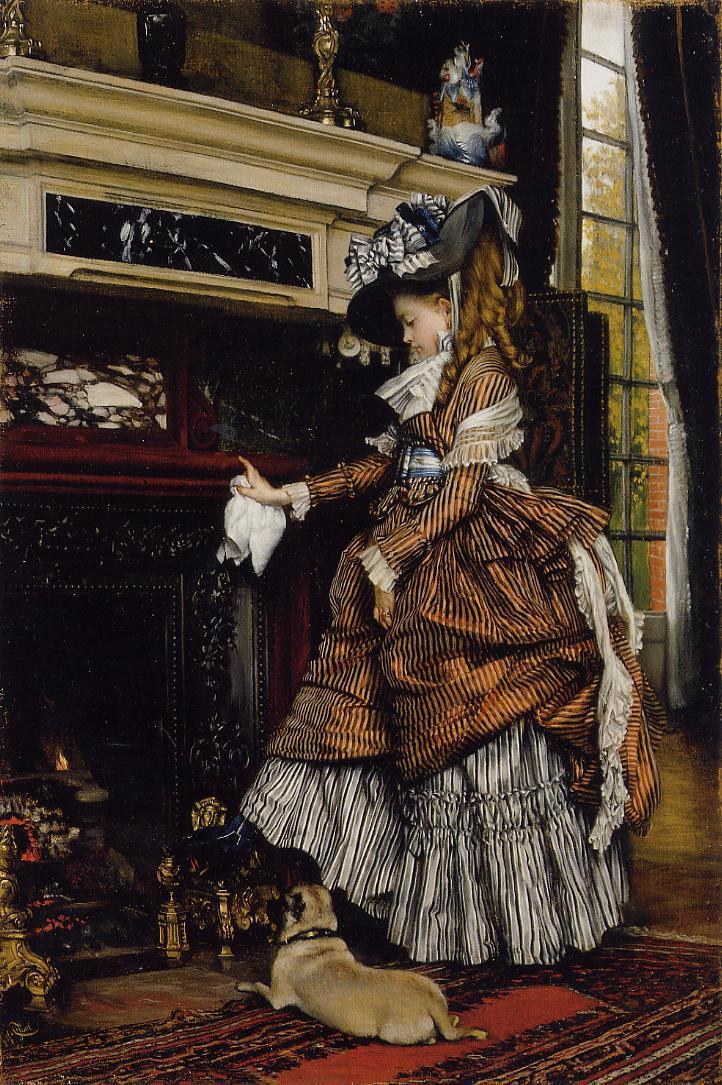
James Jacques Tissot (1836–1902): Krb, 1869 (dáma s kapesníkem u krbu)

V historii patřily textilie k luxusnímu zboží a dnešní užití kapesníků bylo neznámé. V antickém Římu existovaly potní a ústní ručníky, které básník Catullus zmínil jako sudarium. Ve středověku hrály látkové šátky roli tajného projevu lásky k milované ženě, který si rytíři brali do bitev jako znak věrnosti. První látkové kapesníky údajně vyrobil flanderský tkadlec Baptiste Chambray z Cambrai roku 1300.
Revoluci do tkaní látek a zlevnění jejich výroby přinesl roku 1733 vynález létajícího člunku. I když dámy nosily ozdobný kapesníček  již v době renesance (tzv. fazzoletto, italský výraz pro kapesník), svou dnešní funkci hygienického předmětu získal v širším měřítku až v 19. století.

### Zdobení kapesníků
Dokud kapesníky plnily dekorativní funkci luxusního předmětu, byly zdobeny krajkami a výšivkami. S užitím kapesníku jako hygienického předmětu tato potřeba zmizela, u luxusních kapesníků ale výšivky vzorů či monogramu majitele zůstávají zachovány. Používání papírových kapesníků při společenských příležitostech je považováno za nevhodné.

## Ekologické porovnání
Ekologická stopa textilních kapesníků je nižší, než jednorázových kapesníků papírových. Papírové kapesníky mají sice tuto stopu nižší při výrobě, opakované užití látkových kapesníků však tuto nevýhodu vyvažuje, i když je nutné je prát. Další nevýhodou papírových kapesníků jsou jejich plastové obaly, které též zatěžují životní prostředí. Ekologická stopa textilních kapesníků je po započtení jejich praní 7x menší, než papírových.

## Jiné užití
- „Uzel na kapesníku“, který měl majiteli sloužit jako připomínka, údajně pochází z dob, kdy lidé „šňupali“ tabák a brali tedy kapesník často do ruky.[6]
- Kapesník může sloužit jako provizorní obvaz nebo okamžitý prostředek k zastavení krvácení, k očištění předmětu apod.
- Židovský obchodník Ibrahim Ibn Yakub tvrdil, že za dob přemyslovských knížat měly zdobené kapesníky funkci bankovek.[7]

## Jiné názvy
- Hovorový název pro látkový kapesník „šnuptychl“ má původ v německých slovech Schnupf (rýma) a Tuch nebo Tuchlein (šátek, šáteček).
- Češtině nepřirozený výraz „čistonosoplena“ se uváděl jako výtvor českých jazykových puristů dob baroka (Václav Jan Rosa) a národního obrození a dostal se i do odborných publikací a učebnic.[8] Jedná se však nejspíš jen o výtvor neznámého autora 2. poloviny 19. století, který měl práci puristů parodovat.[9]